# Rhinocricus padbergi
Rhinocricus padbergi är en mångfotingart som beskrevs av Karl Wilhelm Verhoeff 1938. Rhinocricus padbergi ingår i släktet Rhinocricus och familjen Rhinocricidae. Inga underarter finns listade i Catalogue of Life.